# Підгайці (Кропивницький район)
Підга́йці (в минулому — Мамайка) — село в Україні, в Кропивницькому районі Кіровоградської області. Населення становить 1145 осіб. Входить до складу Великосеверинівської сільської громади.

## Населення
Згідно з переписом УРСР 1989 року чисельність наявного населення села становила 867 осіб, з яких 381 чоловік та 486 жінок.
За переписом населення України 2001 року в селі мешкало 1165 осіб.

### Мова
Розподіл населення за рідною мовою за даними перепису 2001 року:
| Мова       | Відсоток |
| ---------- | -------- |
| українська | 94,50 %  |
| російська  | 4,98 %   |
| молдовська | 0,17 %   |
| білоруська | 0,09 %   |
| гагаузька  | 0,09 %   |
| єврейська  | 0,09 %   |

## Відомі особи
- Говоров Федір Іванович (1919—1943) — учасник Другої світової війни. Герой Радянського Союзу (1944).
- Криниченко-Вільбах Павло Федотович (1895—1935) — секретар райкомів КП(б)У німецьких національних районів — Молочанського району Запорізької області й Карл-Лібкнехтівського району Одеської області, директор Чернігівського технікуму механізації сільського господарства.
- Литвинов Микола Юхимович — (1917 — 1977) — учасник Другої світової війни. Герой Радянського Союзу (1943).
- Таран Григорій Олексійович (1912—1948) — радянський льотчик, командир 3-го авіаційного транспортного полку 10-ї гвардійської авіатранспортної дивізії ЦПФ. Герой Радянського Союзу (1944). Один з піонерів освоєння повітряних трас над високогірним Паміром, першопрокладач авіалінії в Таджикистані (1938).